# Davi de Menévia
São Davi (português brasileiro) ou David (português europeu) (c. 500-589; em galês: Dewi Sant) é um santo cristão, padroeiro do País de Gales, festejado em 1 de março. Também é conhecido como Davi, o Bretão.

## Biografia
Pouco se sabe sobre sua vida. Conforme a hagiografia escrita pelo estudioso galês Rhygyfarch por volta de 1090, ele era filho do chefe Sant, que estuprou a mãe de David, Non (ou Nonna, ou Nonnita). Várias lendas sobre sua vida afirmam que ele nasceu em um penhasco com vista para o mar durante uma tempestade. As ruínas de uma pequena capela, conhecida como Capela de Non, marcam o local de seu nascimento, e acredita-se que um poço sagrado perto da capela tenha poderes de cura. Davi teria sido educado em Henfynyw, Cardigan.
Davi parece ter sido primo de seu contemporâneo São Teilo, outro bispo e monge galês. Ambos teriam sido alunos do educador monástico São Paulino. Há dúvidas, no entanto, sobre a história que sustenta que Davi e Teilo viajaram para Jerusalém e foram ordenados juntos como bispos.
Sabe-se que ele se tornou padre, se envolveu em trabalho missionário e fundou muitos monastérios, incluindo sua principal abadia no sudoeste do País de Gales. Muitas histórias e lendas surgiram sobre Davi e seus monges galeses. Eram conhecidos pela austeridade extrema: trabalhavam em silêncio, sem a ajuda de animais para cultivar o solo, e sua comida era limitada a pão, vegetais e água. Ele foi um vegetariano estrito que subsistia principalmente de alho-poró e água, o que lhe rendeu o apelido de Dewi Ddyfrwr (David, o Bebedor de Água).

Davi teve um papel proeminente no sínodo de Llanddewi-Brefi (em Cardigan) para suprimir a heresia de Pelágio, quando sua eloquência impressionou seus companheiros a tal ponto que ele foi eleito primaz da região, e presidiu o Sínodo da Vitória realizado mais tarde em Caerleon-on-Usk, Monmouthshire, que supostamente derrotou a heresia pelagiana na Grã-Bretanha. A sede episcopal foi transferida para Mynyw (galês; em latim, Menevia), onde ele tinha seu mosteiro, agora chamado de St Davids. Governou sua diocese até atingir uma idade muito avançada.

Bandeira de São Davi

## Culto
São Davi é retratado em pé sobre um monte com uma pomba em seu ombro. A lenda diz que enquanto ele pregava no sínodo, uma pomba desceu até seu ombro e a terra se ergueu, formando uma colina, que o elevou bem acima das pessoas para que ele pudesse ser ouvido; o milagre teria levado à sua ascensão como bispo.
Ao contrário de muitos “santos” contemporâneos que os galeses autoproclamaram, Davi foi canonizado pelo Papa Calisto II em 1120 por iniciativa do Bispo Bernardo de St Davids. Seu santuário em St Davids se tornou um notável local de peregrinação, especialmente durante a Idade Média. Mais de 50 igrejas no sul do País de Gales foram dedicadas a ele nos dias anteriores à Reforma.
Na edição de 2004 do Martirológio Romano, Davi é listado em 1 de março com o nome latino Dávus. Ele é reconhecido como bispo de Menevia, no País de Gales, que governou seu mosteiro seguindo o exemplo dos Padres Orientais. Por meio de sua liderança, muitos monges foram evangelizar o País de Gales, a Irlanda, a Cornualha e a Armórica (Bretanha e províncias vizinhas). Ele é lembrado na Igreja da Inglaterra com um Festival Menor e no calendário litúrgico da Igreja Episcopal em 1º de março.
Seu dia de festa, conhecido como Dia de St. David, é amplamente celebrado no País de Gales, e muitas pessoas usam roupas tradicionais galesas e narcisos ou alho-poró em comemoração. O dia também é celebrado com desfiles, eisteddfodau (festivais de música, língua e cultura) e comidas tradicionais, incluindo bara brith (um rico pão de chá feito com frutas secas) e pequenos scones de frutas cozidos em uma chapa conhecida como bolos galeses. Sua mãe, Santa Non, é celebrada em 3 de março.
As associações de galeses que vivem no exterior, que promovem a herança da cultura galesa, são nomeadas em homenagem a São Davi. Em 2005, havia mais de 40 Sociedades St. David locais somente nos EUA e nove no Canadá.

Em 2010, o Papa Bento XVI comentou a respeito de São Davi, elogiando o santo: 
"um dos grandes santos do século VI, aquela era de ouro de santos e missionários nessas ilhas e... portanto, um fundador da cultura cristã que está na raiz da Europa moderna".

Em seus comentários, o Papa Bento XVI relembrou as últimas palavras do santo para seus irmãos monásticos: "Sejam alegres, mantenham a fé e façam as pequenas coisas". Ele pediu que a mensagem de São Davi, "em toda a sua simplicidade e riqueza, continuasse a ressoar no País de Gales hoje, atraindo os corações de seu povo para um amor renovado por Cristo e sua Igreja".